# Wereldkampioenschappen roeien 1974
De 4e editie van de wereldkampioenschappen roeien werd in 1974 gehouden in Luzern, Zwitserland. Het toernooi stond onder auspiciën van de wereld roeifederatie FISA.
Voor het eerst deden ook vrouwen mee aan het toernooi.

## Medaillewinnaars

### Mannen
| Bootklasse              | Goud | Goud    | Zilver | Zilver  | Brons | Brons   |
| Skiff M1x               | Wolfgang Hönig | 7.20,11 | James Willam Dietz | 7.23,95 | Nikolai Dowgan | 7.24,74 |
| Lichte skiff LM1x       | William Belden | 7.33,72 | Harald Punt | 7.36,80 | Renato Wyss | 7.36,96 |
| Dubbel twee M2x         | Duitse Democratische Republiek Christof Kreuziger Hans-Ulrich Schmied                                                                         | 6.35,95 | Noorwegen Alf Hansen Frank Hansen | 6.38,34 | Verenigd Koninkrijk Chris Baillieu Michael Hart                                                                                           | 6.43,32 |
| Twee zonder M2-         | Duitse Democratische Republiek Bernd Landvoigt Jörg Landvoigt                                                                                 | 6.59,09 | Roemenië Ilie Oanta Dumitru Grumecescu | 7.03,99 | Polen Alfons Ślusarski Zbigniew Ślusarski                                                                                                 | 7.04,64 |
| Twee met M2+            | Sovjet-Unie Vladimir Eshinov Nikolay Ivanov Aleksandr Lukyanov                                                                                | 7.21,90 | Duitse Democratische Republiek Wolfgang Gunkel Jörg Lucke Klaus-Dieter Neubert                                                                                       | 7.27,86 | Tsjecho-Slowakije Oldřich Svojanovský Pavel Svojanovský Vladimír Petříček                                                                 | 7.29,93 |
| Dubbel vier M4x         | Duitse Democratische Republiek Joachim Dreifke Götz Draeger Rüdiger Reiche Jürgen Bertow                                                      | 6.04,01 | Sovjet-Unie Mustafajew Kochel Yuriy Yakimov Gennadi Korshikov | 6.05,79 | Tsjecho-Slowakije Filip Koudela Zdeněk Pecka Miroslav Laholík Jaroslav Hellebrand                                                         | 6.08,12 |
| Vier zonder M4-         | Duitse Democratische Republiek Siegfried Brietzke Andreas Decker Stefan Semmler Wolfgang Mager                                                | 6.19,20 | Sovjet-Unie Raul Arnemann Nikolay Kuznetsov Sergei Posdejew Anushavan Gassan-Dzhalalov                                                                               | 6.22,83 | West-Duitsland Peter van Roye Klaus Jäger Bernd Truschinski Reinhard Wendemuth                                                            | 6.27,01 |
| Vier met M4+            | Duitse Democratische Republiek Andreas Schulz Rüdiger Kunze Ullrich Dießner Walter Dießner Wolfgang Groß                                      | 6.26,38 | Sovjet-Unie Gennadi Moskowski Alexander Pljuschkin Vladimir Vasilyev Anatoli Nemtyrjow Igor Rudakov                                                                  | 6.27,34 | West-Duitsland Hans-Johann Färber Ralph Kubail Peter-Michael Kolbe Peter Niehusen Uwe Benter                                              | 6.27,98 |
| Lichte vier zonder LM4- | Australië Campbell Johnstone Andrew Michelmore Geoffrey Rees Colin Smith                                                                      | 6.38,12 | Nederland Bram Los Hans Pieterman Jan Bruyn Hans Lycklama | 6.43,26 | West-Duitsland Andrew Washburn Barry Selick James Ehrmann Peter Huntsman                                                                  | 6.43,48 |
| Acht M8+                | Verenigde Staten Alan Shealy Hugh Stevenson Richard Cashin Mark Norelius John Everett Mike Vespoli Tim Mickelson Kenneth Brown David Weinberg | 5.46,37 | Verenigd Koninkrijk Frederick Smallbone John Yallop Tim Crooks Hugh Matheson David Maxwell Jim Clark Bill Mason Lenny Robertson Patrick Sweeney                      | 5.47,49 | Nieuw-Zeeland Tony Hurt Danny Keane Lindsay Wilson Joe Earl Trevor Coker Alec McLean Dave Rodger Ross Blomfield David Simmons             | 5.47,84 |
| Lichte acht LM8+        | Verenigde Staten Matthew Baldino Joseph Gaynor Ralph Nauman David Harman Eric Aserlind Richard Ewing Mick Feld Richard Grogan John Hartigan   | 6.15,25 | Nederland Cornelis Bos Lex Burghgraef Erik van der Snoek Wim Mulder Bert van Aken Guus van der Werff Chalmer Hoynck van Papendrecht Henk Hommen Maarten van de Broek | 6.17,54 | West-Duitsland Uwe Barwig Wolfgang Fritsch Paul Lutz Julius Nick Lutz Kalmbacher Michael Speth Ekkehard Braun Wolfgang Gabler Willi Seyer | 6.17,54 |

### Vrouwen
| Bootklasse           | Goud | Goud    | Zilver | Zilver  | Brons | Brons   |
| Skiff W1x            | Christine Scheiblich | 3.46,52 | Genowaite Romashkene | 3.52,38 | Christine Wasterlain | 3.53,08 |
| Dubbel twee W2x      | Sovjet-Unie Jelena Antonowa Galina Jermolajewa | 3.24,00 | West-Duitsland Astrid Hohl Regine Adam | 3.26,43 | Duitse Democratische Republiek Medefindt Rita Schmidt                                                                           | 3.28,78 |
| Twee zonder W2-      | Roemenië Marilena Ghita Cornelia Neascu | 3.43,12 | Duitse Democratische Republiek Renate Bänsch Bergit Heinze                                                                                          | 3.45,18 | Sovjet-Unie Janina Tschigowskaja Ruta Weinzerga                                                                                 | 3.45,43 |
| Dubbel vier met W4x+ | Duitse Democratische Republiek Roswietha Reichel Ursula Wagner Jutta Lau Sybille Tietze Liane Weigelt                                                                 | 3.19,81 | Roemenië Ioana Tudoran Elisabeta Lazăr Doina Bardas Teodora Boicu Elena Giurcă                                                                      | 3.21,92 | Sovjet-Unie Nadeschda Scherbak Natalja Gorodilowa Walentina Iwtschenkowa Antonina Marischkina Irina Moisejenko                  | 3.22,64 |
| Vier met W4+         | Duitse Democratische Republiek Rosel Nitsche Angelika Noack Renate Schlenzig Sabine Dähne Christa Karnath                                                             | 3.28,99 | Nederland Liesbeth Vosmaer-de Bruin Ingrid Munneke-Dusseldorp Myriam Steenman Liesbeth de Graaff M. Kraayenhof                                      | 3.31,19 | Roemenië Marlena Predescu Kabat Avram Chertic Aneta Matei                                                                       | 3.32,71 |
| Acht W8+             | Duitse Democratische Republiek Henrietta Dobler Helma Lehmann Ilona Richter Bianka Schwede Brigitte Ahrenholz Irina Müller Gunhild Blanke Doris Mosig Sabine Brincker | 3.04,82 | Sovjet-Unie Nina Bystrova Valentina Rubtsova Nina Abramova Sofia Shurkalova Valentina Jermakova Sergejewa Vera Alexeyeva Nina Filatova Nina Frolova | 3.05,05 | Roemenië Elena Oprea Florica Petcu Georgeta Militaru Cristel Wiener Aurelia Marinescu Luliana Balaban Avram Chertic Aneta Matei | 3.08,31 |

## Medaillespiegel
| Plaats | Land                           | Goud | Zilver | Brons | Totaal |
| 1      | Duitse Democratische Republiek | 10   | 2      | 1     | 13     |
| 2      | Verenigde Staten               | 3    | 1      | 0     | 4      |
| 3      | Sovjet-Unie                    | 2    | 5      | 3     | 10     |
| 4      | Roemenië                       | 1    | 2      | 2     | 5      |
| 5      | Australië                      | 1    | 0      | 0     | 1      |
| 6      | Nederland                      | 0    | 4      | 0     | 4      |
| 7      | West-Duitsland                 | 0    | 1      | 4     | 5      |
| 8      | Verenigd Koninkrijk            | 0    | 1      | 1     | 2      |
| 9      | Noorwegen                      | 0    | 1      | 0     | 1      |
| 10     | Tsjecho-Slowakije              | 0    | 0      | 2     | 2      |
| 11     | België                         | 0    | 0      | 1     | 1      |
| 11     | Nieuw-Zeeland                  | 0    | 0      | 1     | 1      |
| 11     | Polen                          | 0    | 0      | 1     | 1      |
| 11     | Zwitserland                    | 0    | 0      | 1     | 1      |
| Totaal | Totaal                         | 17   | 17     | 17    | 51     |

Edities

1962 Luzern · 
1966 Bled · 
1970 St. Catharines · 
1974 Luzern · 
1975 Nottingham · 
1976 Villach · 
1977 Amsterdam · 
1978 Hamilton (alleen zwaar) · 
1978 Kopenhagen (alleen licht) · 
1979 Bled · 
1980 Hazewinkel · 
1981 München · 
1982 Luzern · 
1983 Duisburg · 
1984 Montréal · 
1985 Hazewinkel · 
1986 Nottingham · 
1987 Kopenhagen · 
1988 Milaan · 
1989 Bled · 
1990 Lake Barrington · 
1991 Wenen · 
1992 Montréal · 
1993 Račice · 
1994 Indianapolis · 
1995 Tampere · 
1996 Motherwell · 
1997 Aiguebelette · 
1998 Keulen · 
1999 St. Catharines · 
2000 Zagreb · 
2001 Luzern · 
2002 Sevilla · 
2003 Milaan · 
2004 Banyoles · 
2005 Gifu · 
2006 Eton · 
2007 München · 
2008 Ottensheim · 
2009 Poznań · 
2010 Hamilton · 
2011 Bled · 
2012 Plovdiv · 
2013 Chungju · 
2014 Amsterdam ·
2015 Aiguebelette ·
2016 Rotterdam ·
2017 Sarasota ·
2018 Plovdiv ·
2019 Ottensheim ·
2020 Bled ·
2021 Shanghai ·
2022 Račice ·
2023 Belgrado ·
2024 St. Catharines ·
2025 Shanghai · 
2026 Amsterdam

Onderdelen

Skiff · 
Lichte skiff · 
Dubbel twee · 
Lichte dubbel twee · 
Twee zonder · 
Lichte twee zonder · 
Twee met

Dubbel vier · 
Dubbel vier met · 
Lichte dubbel vier · 
Vier zonder · 
Lichte vier zonder · 
Vier met · 
Acht · 
Lichte acht